# Orient-Express (roman)
 (novembre 2017).
Si vous disposez d'ouvrages ou d'articles de référence ou si vous connaissez des sites web de qualité traitant du thème abordé ici, merci de compléter l'article en donnant les références utiles à sa vérifiabilité et en les liant à la section « Notes et références ».
Pour les articles homonymes, voir Orient-Express (homonymie).
Orient-Express est un roman de jeunesse de Graham Greene, publié en 1932 sous le titre original Stamboul Train (William Heinemann éditeur, Londres). 
Le titre Orient-Express (utilisé pour la traduction française) a été introduit au moment de la publication en 1933 aux États-Unis par Doubleday, Doran and Co, New-York. William Heinemann rééditera le roman sous son titre initial en 1974, assorti d’une préface par l’auteur. 
Conçu pour être un bestseller, ce roman lança véritablement la carrière d’écrivain de Graham Greene, qui n’avait écrit jusque-là que des romans à tirage confidentiel, et sera ensuite adapté au cinéma.

## Intrigue et personnages
Le célèbre train Orient-Express est le prétexte de la rencontre, le temps d’un voyage entre Ostende et Constantinople (Istanbul) de divers protagonistes qui vont se croiser, puis se séparer, au besoin dans des configurations inattendues. Au premier abord, on pourrait penser qu’il s’agit d’un roman « ferroviaire » parmi tant d’autres, à mi chemin entre le genre policier et le roman sentimental. Une analyse plus approfondie révèle la vraie nature du livre, qui exprime l’angoisse de personnages confrontés à la crise qui pèse sur le monde (nous sommes en 1932), à leurs phantasmes, et à leur propre destin. 
Les personnages principaux sont une danseuse de music-hall en route pour un engagement dans la capitale turque, Coral Musker, jeune fille sans le sou et dotée d’un solide opportunisme, un jeune négociant en raisins secs voyageant pour affaires, Carleton Myatt, qui est obsédé par ses origines juives, une journaliste anglaise, lesbienne et alcoolique, Miss Mabel Warren, un mystérieux professeur d’anglais, qui se fait appeler « Mr John », et est en réalité un chef communiste yougoslave en fuite, dont le vrai nom est le Docteur Czinner. Un voleur autrichien doublé d’un meurtrier, Josef Grünlich, vient s’ajouter à ce groupe, après avoir dû quitter en catastrophe le lieu d’un cambriolage raté à Vienne. 
Des personnages moins importants complètent la liste des voyageurs liés à l’action : un écrivain populaire de Londres, accoutumé aux forts tirages, Quin Savory, une jeune femme ayant le statut indéfini de demoiselle de compagnie, Janet Pardoe, un pasteur, M. Opie,  un couple d’anglais de la classe moyenne, les Peters. 
Carleton Myatt, infatué et fier de sa réussite matérielle, qu’il affiche avec ostentation, prend pitié de Coral Musker, qui commence le voyage en troisième classe, et lui offre son compartiment de première. La jeune femme, bien qu’éprouvant de la répugnance pour celui qu’elle estime être un parvenu aux manières maladroites, cède peu à peu à ses avances, tandis que Mabel Warren, qui est montée à la dernière minute dans le train, après avoir accompagné son amie Janet, qui envisageait de la quitter, harcèle le Docteur Czinner, qu’elle a démasqué,  pour obtenir de lui l’interview exclusive qui relancera sa carrière déclinante et, pense-t-elle, lui ramènera Janet.
 Peu à peu, l’intrigue sentimentale à l’eau de rose, additionnée d’une dose d’ironie par l’étalage des ridicules de Miss Warren, cède le pas au drame. Le voleur viennois Joseph Grünlich en vient au meurtre pour se sortir d’une situation gênante, le Docteur Czinner, rongé par le remords d’avoir abandonné ses compagnons de lutte,  tombe dans le piège qui lui est tendu à la frontière Yougoslave après que l’imprudente Miss Warren l’ait dévoilé, et est condamné à mort après un procès sommaire.
Coral Musker, qui était étourdiment descendue du train pour discuter avec le Docteur Czinner avant son arrestation, est entraînée malgré elle dans ce drame, ainsi que Josef Grünlich. Au cours d’une tentative de fuite, Czinner meurt, et Grünlich parvient à s’échapper en abusant C.Myatt, revenu en automobile à la recherche de Carol Musker. La fin du livre voit Miss Warren , véritable Deus ex machina, arracher Coral aux griffes de la police, et l’emmener à Vienne, en s’imaginant mener la vie dont elle rêve avec celle qu’elle voit comme une probable future compagne. Les autres personnages, rescapés de l’aventure, parviennent à Constantinople, où C. Myatt retrouve son univers familier, le monde des affaires, et règle à son avantage à la fois son problème professionnel (le rachat d’un concurrent, la mise à l’écart d’un collaborateur félon) et son problème sentimental (un mariage avec Janet Pardoe, qui se révèle être juive par sa mère).  
Une des originalités du livre est de présenter le train comme une micro société, traversée par des clivages qui structurent les mentalités (le Juif/les « Gentils », les passagers de première classe/ les passagers moins favorisés, les  passagers « en règle »/ les imposteurs cachés sous de fausses identités, ou en fuite, etc). Ce condensé des crises de l’époque- on n’en était qu’au début- donne une dimension dramatique à l’œuvre en soulignant les tensions, cachées ou révélées, qui menacent le groupe exposé aux intempéries (le train est bloqué par le temps hivernal) ou aux aléas de la politique balkanique (la justice expéditive en gare de Subotica).

## Place du livre dans l’œuvre de Graham Greene
Bien que classé par son auteur lui-même dans la catégorie des romans de divertissement (dans la préface de l’édition de 1974), et ne soutenant pas la comparaison avec les grands romans de la maturité (Greene avait 27 ans quand il l’a composé), cet ouvrage n’est pas dépourvu d’intérêt à plusieurs titres. 
D’abord, si son intrigue est relativement conventionnelle et ne se différencie pas de celles d’autres œuvres ayant pour cadre le célèbre train, de l’aveu de son auteur (ce qu’il sous-entend dans la préface de l’édition de 1974), elle maintient une tension palpable, en entremêlant les malaises que ressentent des personnages frustrés à divers titres (les complexes de Mayatt par rapport à ses origines, la crainte de la pauvreté pour  Coral Musker, la double quête, professionnelle et amoureuse, de Miss Warren, la peur, teintée de besoin de rachat, de Czinner), et en les maintenant dans un nœud de relations de plus en plus imbriquées malgré eux (Coral Musker se trouve entraînée contre son gré dans les suites de l’arrestation du Docteur Czinner).
Ensuite, cet ouvrage, qui peut être banal par certains côtés (le profil des personnages est souvent superficiel, et l’action prévisible), se distingue par sa témérité dans les sujets abordés, l’auteur ayant eu la hardiesse de traiter deux thèmes brûlants (surtout si l’on songe à la date de parution du livre) : le racisme et l’homosexualité.
Le malaise qui colle au personnage de Myatt est un des fils conducteurs du roman. Les préjugés antijuifs exprimés par plusieurs des protagonistes (Miss Warren, les Peters, les Yougoslaves de Subotica) ne font apparemment que refléter les mentalités fréquentes à l’époque. Le personnage convenu du Juif, décrit comme riche, arrogant, rusé, est conforme aux stéréotypes répandus dans de nombreuses couches de la société (anglaise, en la circonstance) de l’entre-deux-guerres. Le comportement maladroit de Myatt renforce les préjugés : il étale sa richesse, citant à tout propos le prix des objets qu’il possède (sa bague), ou des services qu’il procure (le prix du billet qu’il offre à Coral). Sa compassion, évoluant en ce qu’il croit être de l’amour, est gâchée par ses erreurs, et sa relation avec Coral Musker est faussée dès le début.  Le roman va cependant au-delà, en faisant de ce thème un des ressorts dramatiques de la sourde angoisse qui imprègne l’action.
L’appartenance communautaire est décrite comme une fatalité, en quelque sorte prémonitoire (nous sommes en 1932, et le pire est à venir), mais aussi comme un cocon où Myatt, une fois revenu dans un univers qui lui est plus familier, peut se ressourcer, en trouvant à la fois le succès en affaires, et le bonheur en amour.
La mise en scène d’une journaliste lesbienne est aussi hardie pour l’époque, quand bien même elle est dépeinte comme un personnage ridicule et passablement odieux (sa jalousie maladive, ses méthodes professionnelles contestables- elle n’hésite pas à se livrer au chantage, ni à fracturer les bagages de « Mr John »- son penchant alcoolique). Bien qu’affleurant en divers chapitres (Miss Warren se sentant abandonnée par Janet, entreprend de faire des avances discrètes à Coral, puis l’enlève dans une sortie inattendue), le sujet est moins achevé que le précédent, et n’est abordé qu’en demi-teinte : le personnage de Janet Pardoe, la « demoiselle de compagnie » de Miss Warren, est d’ailleurs à la limite de l’imposture quand elle déclare à l’écrivain Savory, qui lui fait la cour après sa rupture avec la journaliste, qu’il n’y a eu entre elles « que des baisers ». Aller au-delà en 1932 n’était sans doute pas possible pour un ouvrage n’entrant pas dans la catégorie des livres érotiques…

## Controverse autour du roman
Un romancier populaire, J.B. Priestley, s’étant reconnu dans le personnage de l’écrivain Quin Savory, a menacé Graham Greene d’un procès en diffamation. Le roman a dû être en partie réécrit (aux frais de l’auteur) pour parer cette menace, et Graham Greene s’en est justifié en ces termes dans la préface de l’édition de 1974 : « Dans le cas en question, M. J.B. Priestley était, je n’en doute pas, convaincu que ce jeune écrivain, pour ainsi dire inconnu, l’attaquait. Il agissait en toute bonne foi ». Cette dernière allusion est en rapport avec le développement en Grande-Bretagne dans ces années là d’une véritable industrie du chantage à la diffamation envers les écrivains, alimentée par des officines spécialisées, ce que rappelle Graham Greene dans la même préface. 

## Adaptation au cinéma et à la télévision
Une adaptation cinématographique intitulée Orient-Express a été tournée en 1934 sous la direction de Paul Martin, avec Heather Angel dans le rôle de Coral Musker. 
Une version télévisée a été tournée en 1962 pour la BBC.  